# Communauté de communes du Pays de Bourgueil
Die Communauté de communes du Pays de Bourgueil ist ein ehemaliger französischer Gemeindeverband mit der Rechtsform einer Communauté de communes im Département Indre-et-Loire in der Region Centre-Val de Loire. Sie wurde am 29. November 2001 gegründet und umfasste neun Gemeinden. Der Verwaltungssitz befand sich im Ort Bourgueil.

## Historische Entwicklung
Mit Wirkung vom 1. Januar 2017 fusionierte der Gemeindeverband mit der Communauté de communes Touraine Nord-Ouest und bildete so die Nachfolgeorganisation Communauté de communes Touraine Ouest Val de Loire. Gleichzeitig bildete die Gemeinde Ingrandes-de-Touraine mit Saint-Michel-sur-Loire und Saint-Patrice (vom anderen Verband) die Commune nouvelle Coteaux-sur-Loire.

## Ehemalige Mitgliedsgemeinden
1. Benais
2. Bourgueil
3. La Chapelle-sur-Loire
4. Chouzé-sur-Loire
5. Continvoir
6. Gizeux
7. Ingrandes-de-Touraine
8. Restigné
9. Saint-Nicolas-de-Bourgueil